# Прогнозні карти
Карти прогнозні (рос. карты прогнозные, англ. forecast-maps, нім. prognostische Karten f pl, Prognosekarten f pl) — карти, що відображають науково обґрунтований розвиток та поширення об'єктів і явищ через певний проміжок часу в майбутньому. За допомогою деяких прогнозних карт можна відкрити ще не виявлені природні об'єкти (наприклад, родовища корисних копалин), прогнозувати розвиток екологічної ситуації тощо.
Карти прогнозні геологічні, (рос. карты прогнозные геологические, англ. forecast geological maps; нім. geologische Prognosekarten f pl) — карти, що складаються з метою виявлення і зображення площ, перспективних для виявлення нових родовищ і покладів. При підготовці К.п.г., як правило, використовуються карти металогенічні на базі топографіч. наземної і повітряної зйомок. Найпоширеніші масштаби К.п.г. — від 1:200 000 до 1:10 000. На К.п.г. виділяють площі: з відомими родов.; перспективні для виявлення нових родов. к.к.; безперспективні. Перспективні площі поділяють на дек. категорій — найбільш перспективні, перспективні і слабко перспективні.